# Bussac, Dordogne
Bussac (trong tiếng Occitan Bussac) là một xã của Pháp, nằm ở tỉnh Dordogne trong vùng Aquitaine của Pháp. Xã này có diện tích 16,84 km2, dân số năm 2007 là 358 người. Xã nằm ở khu vực có độ cao trung bình 167 m trên mực nước biển.

## Thông tin nhân khẩu
Nguồn: INSEE  và Cassini 
| 1793 | 1800 | 1806 | 1821 | 1831 | 1836 | 1841 | 1846 | 1851 |
| ---- | ---- | ---- | ---- | ---- | ---- | ---- | ---- | ---- |
| 698  | 637  | 663  | 715  | 734  | 708  | 647  | 618  | 601  |

| 1856 | 1861 | 1866 | 1872 | 1876 | 1881 | 1886 | 1891 | 1896 |
| ---- | ---- | ---- | ---- | ---- | ---- | ---- | ---- | ---- |
| 619  | 624  | 620  | 556  | 545  | 569  | 506  | 505  | 437  |

| 1901 | 1906 | 1911 | 1921 | 1926 | 1931 | 1936 | 1946 | 1954 |
| ---- | ---- | ---- | ---- | ---- | ---- | ---- | ---- | ---- |
| 419  | 412  | 399  | 316  | 312  | 326  | 308  | 311  | 287  |

| 1962                                         | 1968 | 1975 | 1982 | 1990 | 1999 | 2007 | - | - |
| -------------------------------------------- | ---- | ---- | ---- | ---- | ---- | ---- | - | - |
| 282                                          | 210  | 197  | 200  | 267  | 322  | 358  | - | - |
| Số liệu kể từ 1962 : dân số không tính trùng |      |      |      |      |      |      |   |   |